# Astragalus jaliscensis
Astragalus jaliscensis es una especie de planta del género Astragalus, de la familia de las leguminosas, orden Fabales.

## Distribución
Astragalus jaliscensis se distribuye por México.

## Taxonomía
Fue descrita científicamente por (Rydb.) Barneby. Fue publicada en Mem. New York Bot. Gard. 13(1): 168 (1964).